# 莫三比克帶平鰭鮠
莫三比克帶平鰭鮠，為輻鰭魚綱鯰形目平鰭鮠科的其中一種，為熱帶淡水魚，分布於非洲三比西河中下游至Pungwe、Buzi、Save河及馬拉威湖支流流域，體長可達4.1公分，棲息在沙底質底層水域，會將身體埋於砂中，以小型無脊椎動物為食，生活習性不明。

## 擴展閱讀
維基物種上的相關：莫三比克帶平鰭鮠